# Шкуратівка
Шкура́тівка — село в Україні, у Ворожбянській міській громаді Сумського району Сумської області. Населення становить 469 осіб. Колишній орган місцевого самоврядування — Шкуратівська сільська рада.

## Географія
Село Шкуратівка розташоване біля витоків струмка без назви, який за 6 км впадає у річку Вир, нижче за течією на відстані 0.5 км розташоване місто Ворожба, за 10 км на захід від райцентру, міста Білопілля..
Струмок пересихає, на ньому декілька загат.
Поруч пролягає автомобільний шлях Т 1904.

## Населення

### Мова
Розподіл населення за рідною мовою за даними перепису 2001 року:
| Мова            | Кількість | Відсоток |
| --------------- | --------- | -------- |
| українська      | 442       | 94.24%   |
| російська       | 25        | 5.34%    |
| угорська        | 1         | 0.21%    |
| інші/не вказали | 1         | 0.21%    |
| Усього          | 469       | 100%     |

## Історія
- Село засноване в середині XIX століття.
- За даними на 1864 рік на хуторі Климівської волості Сумського повіту Харківської губернії мешкало 12 осіб (5 чоловічої статі та 7 — жіночої), налічувалось 2 дворових господарства[2].
- Село постраждало внаслідок геноциду українського народу, проведеного урядом СРСР 1923—1933 та 1946–1947 роках[джерело?].
- 12 червня 2020 року, відповідно до розпорядження Кабінету Міністрів України № 723-р «Про визначення адміністративних центрів та затвердження територій територіальних громад Сумської області», село увійшло до складу Ворожбянської міської громади[3].
- 19 липня 2020 року, в результаті адміністративно-територіальної реформи та ліквідації Білопільського району, село увійшло до складу новоутвореного Сумського району[4].
- 31 травня 2025 року Начальник Сумської ОВА Олег Григоров підписав розпорядження про обов’язкову евакуацію жителів 11 населених пунктів Сумського району: Горобівка, Штанівка, Воронівка, Янченки, Цимбалівка, Шкуратівка, Кровне, Миколаївка, Руднівка, Спаське, Капітанівка[5].

## Економіка
- Молочно-товарна ферма.

## Соціальна сфера
- Школа І-ІІ ст.
- Клуб.
- Будинок культури.
- Фельдшерсько-акушерський пункт.

## Пам'ятки
- У селі розташований Дендропарк «Шкуратівський».

## Відомі люди
- Захарченко Максим Григорович (нар. 1994) — майор Збройних Сил України, учасник російсько-української війни, Герой України (2023).
- Мухопад Йосип Хомич — український учитель, природолюб-аматор, учитель біології шкуратівської школи.